# Lădești
Lădești – wieś w Rumunii, w okręgu Vâlcea, w gminie Lădești. W 2011 roku liczyła 364 mieszkańców.